# اچ‌ام‌اس دی۶

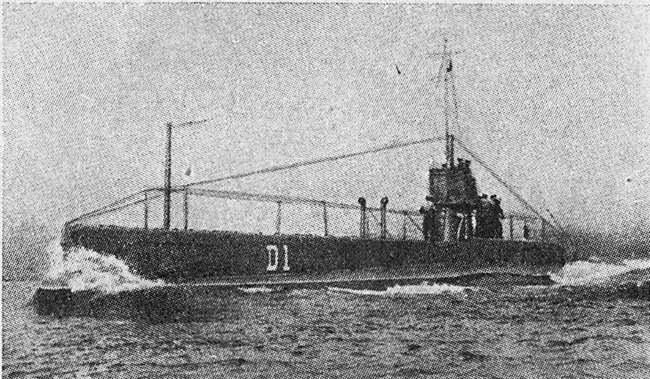
زیر دریایی ساخت انگلیستان به نام اچ ام اس دی۶ که یکی از قدیمی ترین زیر دریایی ها به شمار میرود.الصاق عکس توسط پژوهش گر تاریخ :مهندس فردین اصلانی

اچ‌ام‌اس دی۶ (به انگلیسی: HMS D6) یک زیردریایی بود که طول آن ۱۶۳٫۰ فوت (۴۹٫۷ متر) بود. این زیردریایی در سال ۱۹۱۱ ساخته شد.